# Zanthoxylum pucro
Zanthoxylum pucro är en vinruteväxtart som beskrevs av D.M Porter. Zanthoxylum pucro ingår i släktet Zanthoxylum och familjen vinruteväxter. Inga underarter finns listade i Catalogue of Life.